# Jan Petr Straka z Nedabylic
Jan Petr Straka z Nedabylic a na Libčanech (6. března 1645 Nové Město nad Metují – 28. září 1720 Libčany) byl český šlechtic a státní úředník z rodu Straků z Nedabylic, majitel rodových panství ve východních a jihovýchodních Čechách. Ve své závěti z roku 1710 odkázal v případě vymření rodu veškerý majetek ve prospěch zřízení akademie, která se bude starat o výchovu mládeže zchudlých šlechtických rodů. K jejímu vzniku pak došlo roku 1814 a vešla pak ve známost jako Strakova akademie.

## Životopis

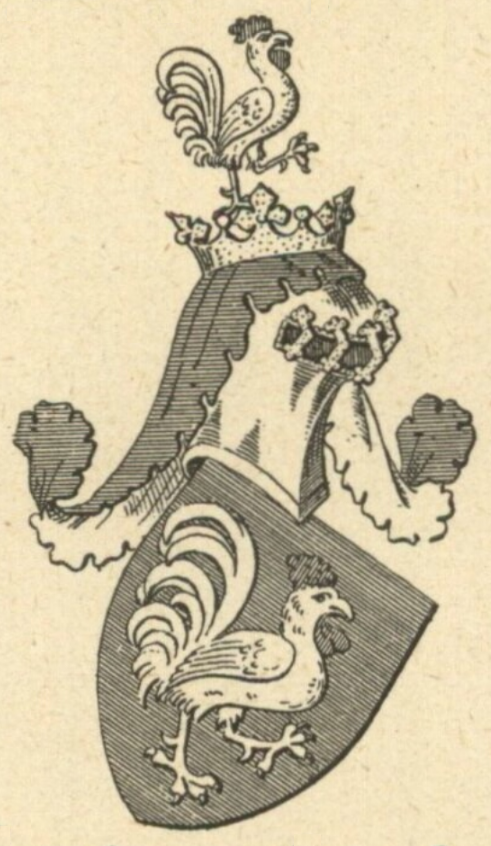
Erb Straků z Nedabylic

### Mládí
Pocházel ze starého českého vladyckého rodu Straků z Nedabylic. Narodil se v Novém Městě nad Metují. Získal dobré soukromé vzdělání, v mládí se pak věnoval cestování, pobýval několik let ve Francii.
Po návratu do vlasti dědil po strýci a později další majetek přikoupil. Povýšil do panského stavu a v roce 1692 dokonce do hraběcího. Sloužil jako královský tajný rada a komoří. Roku 1695 také zakoupil palác na Maltézském náměstí na Malé Straně v Praze, posléze pojmenovaný jako palác Straků z Nedabylic. Byl také vlastníkem vsí Libčany, Krásnice, Okrouhlice u Německého Brodu, Janovice, Horní Teplice a dalších.
18. února 1710 sepsal poslední vůli, ve které veškerý majetek, pokud rod vymře, přejde na vznik akademie, která se bude starat o výchovu mládeže zchudlých šlechtických rodů.

### Úmrtí

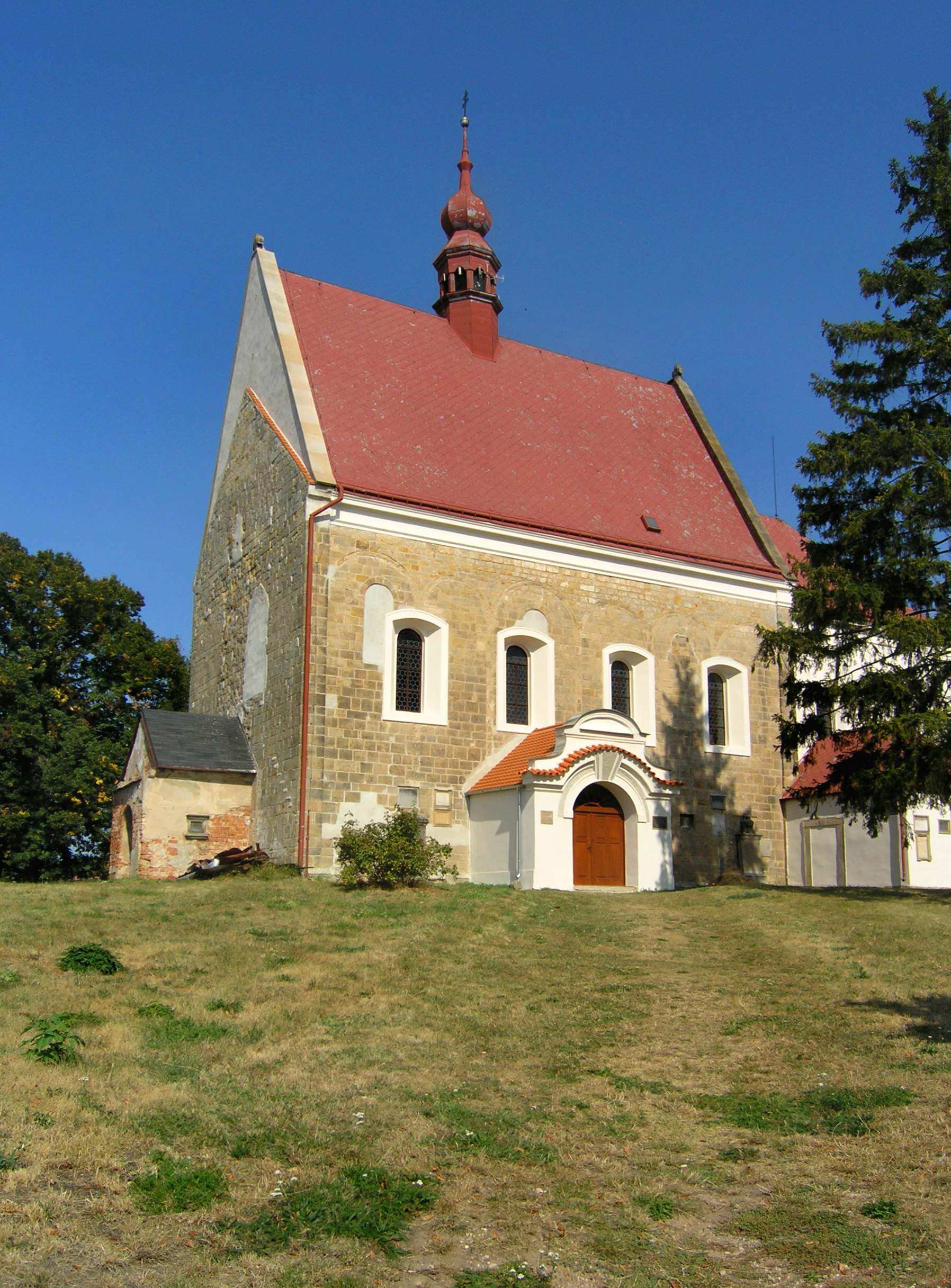
Kostel Nanebevzetí Panny Marie v Libčanech, kde je Jan Petr Straka pohřben

Jan Petr Straka z Nedabylic zemřel 28. září 1720 v Libčanech, patrně na libčanském zámku. Byl pohřben v kryptě zdejšího kostela Nanebevzetí Panny Marie. Sochařskou výzdobu náhrobku provedl sochař Matyáš Bernard Braun, na její výzdobě se podílel také sochař Jiří František Pacák.

### Rodina

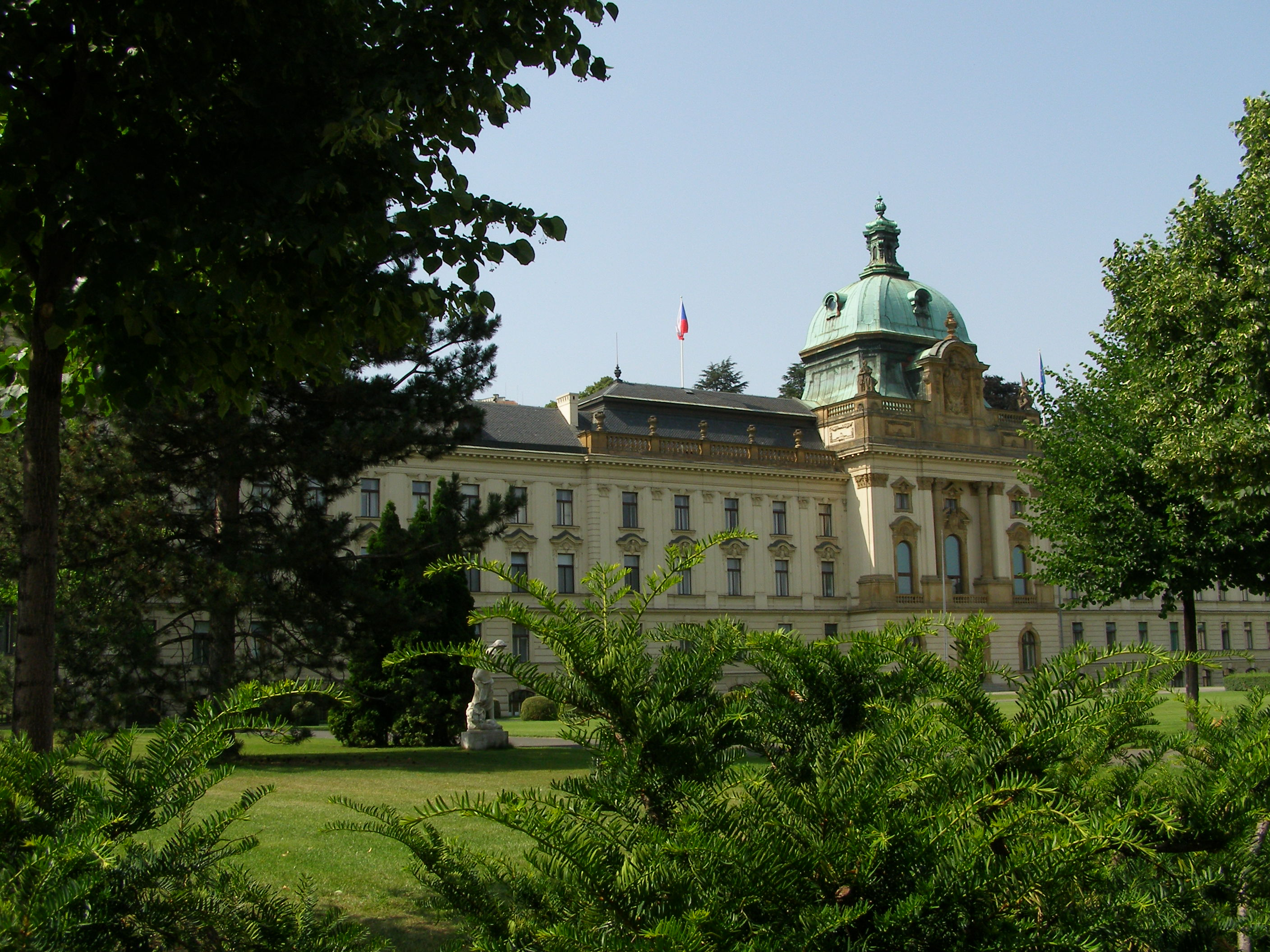
Budova Strakovy akademie postavená koncem 19. století, Malá Strana, Praha 1

Se svou manželkou počali několik dětí. Syn Petr Mikuláš se stal v roce 1697 nejvyšším písařem, syn Jan Karel získal v roce 1732 hraběcí titul.
Pro rod byla charakteristická dlouhověkost, Petr Mikuláš se dožil 98 let, Heřman Pavel 91 roků a i o dalších se uvádí, že se dožili vysokého věku. Přesto počátkem 19. století rod ve všech větvích vymřel.
Strakova nadace začala fungovat až v roce 1814, na konci 19. století byla v Praze na Klárově postavena budova Strakovy akademie, kde v současnosti sídlí vláda České republiky.